# マタディ・キンシャサ鉄道

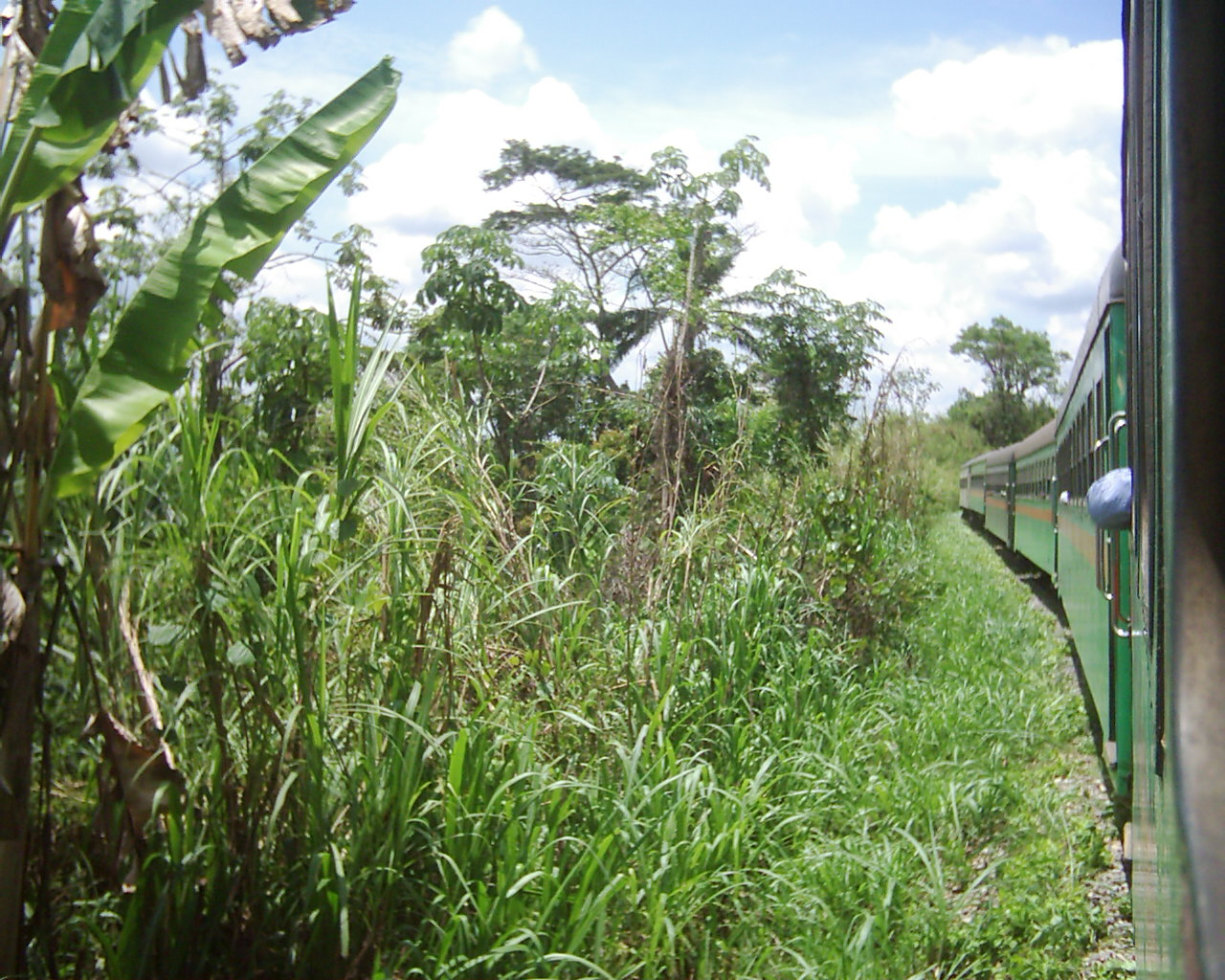

マタディ・キンシャサ鉄道（仏 ligne de chemin de fer Matadi-Kinshasa）はコンゴ民主共和国の鉄道路線である。コンゴ川河口近くの河港マタディと、首都でやはりコンゴ川の河港のキンシャサを結んでいる。全長は366kmあり、1898年に開通した。現在は国営交通公社 (ONATRA = Office National des Transports) が運営している。
コンゴではコンゴ川水系の水運が主要な交通手段となっているが、マタディとキンシャサの間にはリヴィングストン滝やインガ滝と呼ばれる一連の急流があり、船舶の航行は不可能である。そのため、この鉄道が内陸部と海を結ぶ重要な交通路となっている。
コンゴ川の北側のコンゴ共和国領内にも、首都ブラザヴィルと海港ポワントノワールを結ぶ同様の目的の鉄道がある（コンゴ・オセアン鉄道の項を参照のこと）。

## 歴史

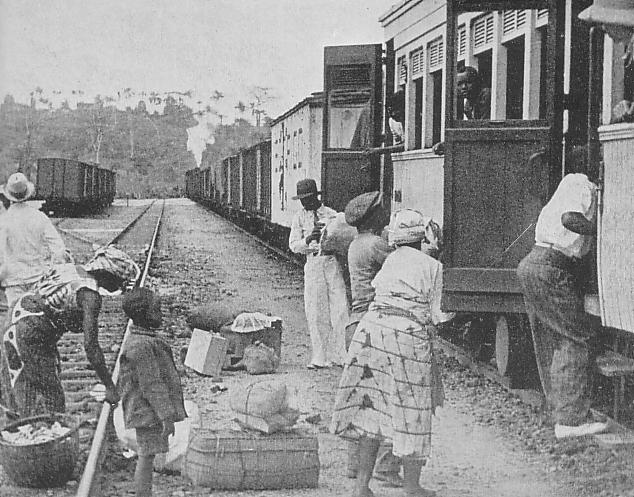
改修工事後に撮影された1930年代の鉄道

1880年代、コンゴ自由国の探検と開拓はコンゴ川水系の水運を利用して進められていたが、マタディとレオポルドヴィル（現キンシャサ）間の交通は人力に頼っていた。これではあまりに非効率なため、鉄道が建設されることになった。
1887年7月31日にコンゴ商工業会社 (CCCI = Compagnie du Congo pour le Commerce et l'Industrie) とコンゴ鉄道会社 (CCFC = Compagnie du Chemin de Fer du Congo) が設立された。建設工事は1890年に始まり、Albert Thys の指揮で行われた。路線はコンゴ川の渓谷を避けるため、支流ンポゾ (M'pozo) 川沿いの谷とモンドクリスタル (Mont de Cristal) の山中を経由している。
建設工事では1,932人が命を落とした。うち1,800人が黒人、132人が白人である。苛酷な建設工事の様子はジョゼフ・コンラッドの小説『闇の奥』に描かれている。コンラッドは当時英国船の船員としてコンゴ自由国にいた。
1923年から1931年にかけて、線形改良のため線路の全面的な付け替えが行われた。これに伴い、ベルギー領コンゴとポルトガル領（現アンゴラ）の境界線が変更された。工事には囚人や強制労働者が動員され、約7,000人の死者が出た。
|            | 1898-1932       | 1932-            |
| 軌間       | 762mm（2ft6in） | 1067mm（3ft6in） |
| レール重量 | 21.5 kg/m       | 33.4 kg/m        |
| 軸重       | ±10 t           | ±15 t            |
| 全長       | 400km           | 366km            |
| 最急勾配   | 45‰             | 17‰              |
| 最急曲線   | 50m             | 250m             |

鉄道はコンゴ盆地で産出する象牙や天然ゴムの輸送に活用された。ヘンリー・モートン・スタンリーは「鉄道がなければ、コンゴは1ペニーの価値もない」と評している。

## 現状
この鉄道とマタディの港は現在もキンシャサから外部への主要な連絡路である。しかし、2000年代に始まったマタディ・キンシャサ間の道路の改良事業により、その地位が変わる可能性がある。
鉄道は老朽化のため危険な状態にある。2003年11月26日には列車が脱線して川に転落し、公式発表によれば10人が死亡した。現在稼働状態にある機関車は8両のみである。
2020年、日本の政府開発援助により、北陸重機工業製の72tディーゼル機関車が納入された。マタディ駅 - キンシャサ駅間で客車を牽引することが想定されている。